# ワキジロカンザシフウチョウ
ワキジロカンザシフウチョウ （学名：Parotia carolae）は、スズメ目フウチョウ科に分類される鳥類の一種。

## 分布
ニューギニア